# NGC 680
NGC 680 ist eine cD-Galaxie vom Hubble-Typ E1 im Sternbild Widder auf der Ekliptik. Sie ist schätzungsweise 136 Millionen Lichtjahre von der Milchstraße entfernt und hat einen Durchmesser von etwa 70.000 Lichtjahren. Vermutlich bildet sie gemeinsam mit NGC 678 ein gravitativ gebundenes Galaxienpaar. Sie ist Mitglied der zehn Galaxien umfassenden NGC 691-Gruppe (LGG 34).

Im gleichen Himmelsareal befinden sich u. a. die Galaxien NGC 691, NGC 694, IC 167, IC 1730.
Laut einem Artikel im Fachblatt „Monthly Notices of the Royal Astronomical Society“ zeigt sie, wie auch die Galaxie NGC 5557, deutliche Indizien für eine Kollision und Verschmelzung mit jeweils einem weiteren Sternsystem in astronomisch jüngerer Vergangenheit. Damit wären sie statt erwarteter sieben bis zehn Milliarden Jahre nur ein bis drei Milliarden Jahre alt und würden damit von der Theorie der Entstehung und Entwicklung der Sternsysteme abweichen. Mit weiteren Beobachtungen wollen die Astronomen nun prüfen, ob die beiden Galaxien Einzelfälle sind oder ob elliptische Galaxien generell jünger sind als von der Theorie vorhergesagt.
Das Objekt wurde am 15. September 1784 vom deutsch-britischen Astronomen Wilhelm Herschel entdeckt.